# Gottlieb von Haeseler
Gottlieb von Haeseler, ou Gottlieb Ferdinand Albert Alexis, comte de Haeseler (19 janvier 1836 – 25 octobre 1919) est un officier supérieur de l'armée allemande du IIe Reich.

## Biographie
Le comte Gottlieb Ferdinand Albert Alexis von Haeseler (de) naît à Potsdam en 1836 et est le fils de l'administrateur de l'arrondissement du Haut-Barnim Alexis von Haeseler (de). Il suit les cours de l'académie de chevalerie de Brandebourg-sur-la-Havel, puis le Pädagogium de Halle et enfin le  corps des cadets. Haeseler s’engage naturellement dans l'armée prussienne en 1853, comme sous-lieutenant. Affecté dans le 3e régiment de hussards, il devient aide-de-camp du prince Frédéric-Charles de Prusse en 1860. Il participe à la guerre des Duchés en 1864, à la guerre austro-prussienne en 1866, puis à la guerre franco-prussienne en 1870-71. Il commande alors un escadron du 15e régiment de hussards (de).
En 1871, le comte Haeseler est promu haut quartier-maître. De 1873 à 1879, il commande le 11e régiment d'uhlans (de). En 1879, il dirige le département d'histoire militaire de l'état-major. En 1880, Haeseler commande la 12e brigade de cavalerie, avant d'être promu Generalmajor en 1881. En 1883, il prend le commandement de la 31e brigade de cavalerie. Promu Generalleutnant en 1886, il prend le commandement de la 20e, puis de la 6e division d'infanterie de l'armée impériale.
Promu General der Kavallerie, c'est-à-dire général de corps d'armée, il prend la tête du 16e corps d'armée à Metz en 1890. Ce nouveau corps d'armée ayant son siège à Metz, Gottlieb von Haeseler achète une modeste villa à Plappeville, un village de vigneron au pied du mont Saint-Quentin. Au cours de ses séjours dans le pays messin, il lui arrive souvent de se promener sur les champs de bataille de la guerre de 1870. Promu Generaloberst en 1903, Gottlieb von Haeseler quitte le service actif. Il devient alors membre de la Chambre des seigneurs de Prusse. En 1905, Haeseler est promu au grade suprême de Generalfeldmarschall. Trop âgé lorsque la Première Guerre mondiale éclate, le comte von Haeseler suit les combats en observateur avisé. Dépité par la tournure des évènements, il meurt dans son domaine à Harnekop en Brandebourg, le 25 octobre 1919.
Le groupe fortifié Verdun (1899-1905), appartenant à la seconde ceinture fortifiée des forts de Metz, fut baptisé de son vivant Feste Graf Haeseler pour lui rendre hommage. Autre hommage symbolique de la ville de Metz au vieux Generalfeldmarschall, la statue monumentale placée à l'angle de la tour de la gare de Metz représentait, jusqu'en 1919, le comte Haeseler en chevalier Roland. Des gravures reprirent ce symbole patriotique pendant la première Guerre mondiale.

## Décorations
- Schwarzer Adlerorden mit der Kette und Brillanten [4]
- Großkreuz des Roten Adlerorden mit Eichenlaub und Schwertern am Ringe [4]
- Kronenorden I. Klasse mit Schwertern am Ringe [4]
- Pour le Mérite am 19. Januar 1873 [4]
- Großkomtur des Königlichen Hausordens von Hohenzollern [4]
- Eisernes Kreuz (1870) II. und I. Klasse [4]
- Preußisches Dienstauszeichnungskreuz [4]
- Hausorden der Treue [4]
- Großkreuz des Ordens Berthold des Ersten [4]
- Großkreuz des Verdienstordens der Bayerischen Krone [4]
- Großkreuz des Bayerischen Militärverdienstordens [4]
- Komtur II. Klasse des Ordens Heinrichs des Löwen mit Schwertern [4]
- Komtur II. Klasse des Ordens Philipps des Großmütigen mit Schwertern [4]
- Mecklenburgisches Militärverdienstkreuz I. Klasse [4]
- Großkreuz des Albrechts-Ordens mit goldenem Stern [4]
- Komtur des Hausordens vom Weißen Falken [4]
- Großkreuz des Friedrichs-Ordens [4]
- Ritterkreuz des Guelphen-Ordens [4]
- Komtur des ö.-k. Leopold-Ordens [4]
- Orden der Eisernen Krone III. Klasse mit der Kriegsdekoration [4]

## Article connexe

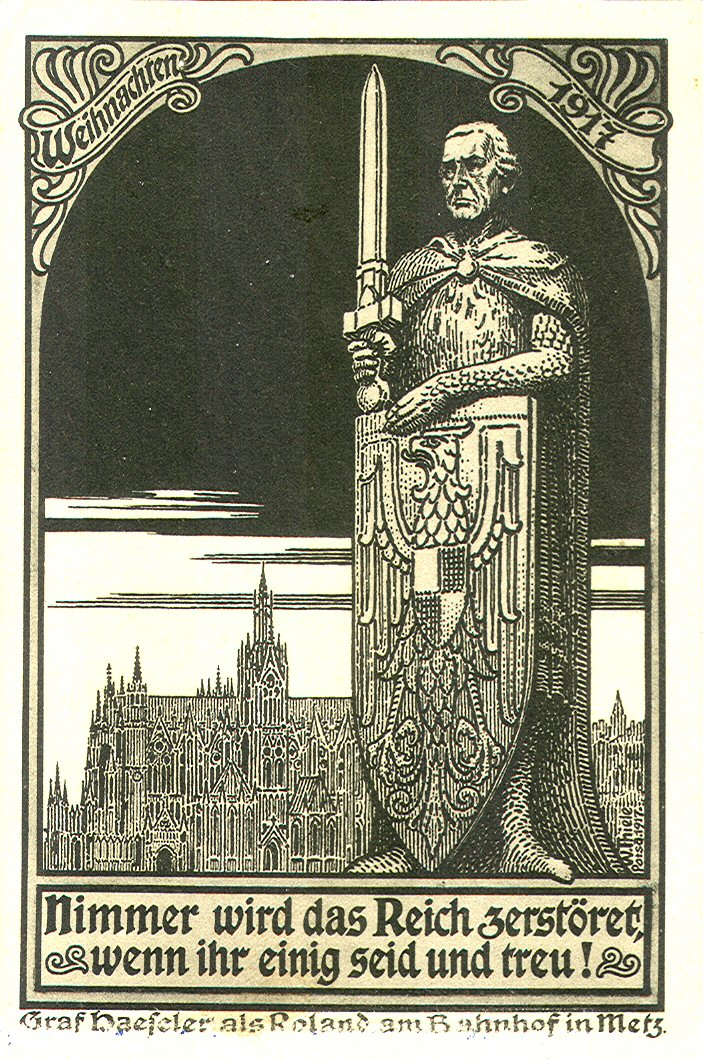
Le comte Haeseler, en Roland, devant Metz.
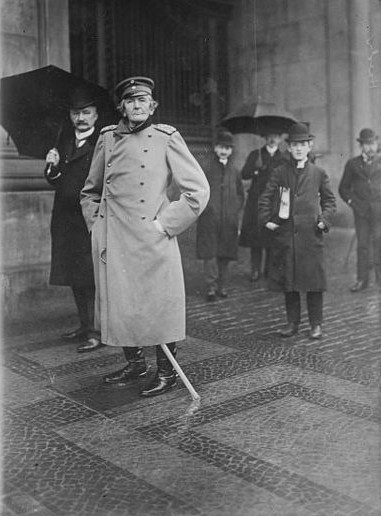
Gottlieb Graf von Haeseler.
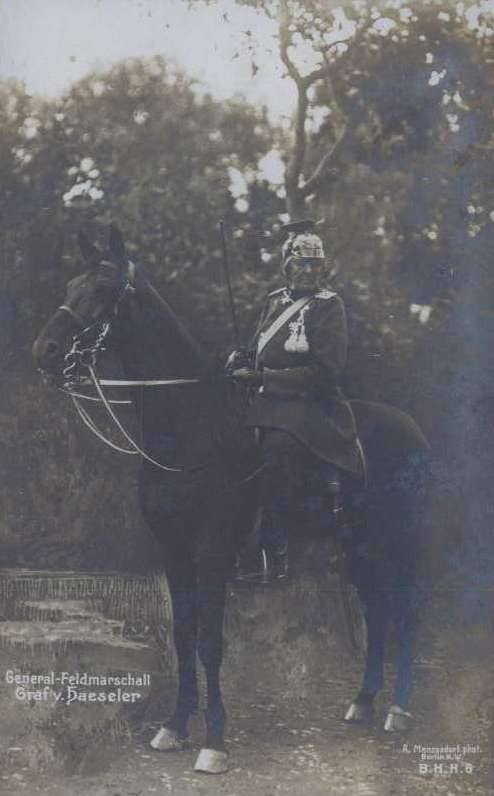
Gottlieb von Haeseler en uniforme d'uhlan.